# タンタラスの丘

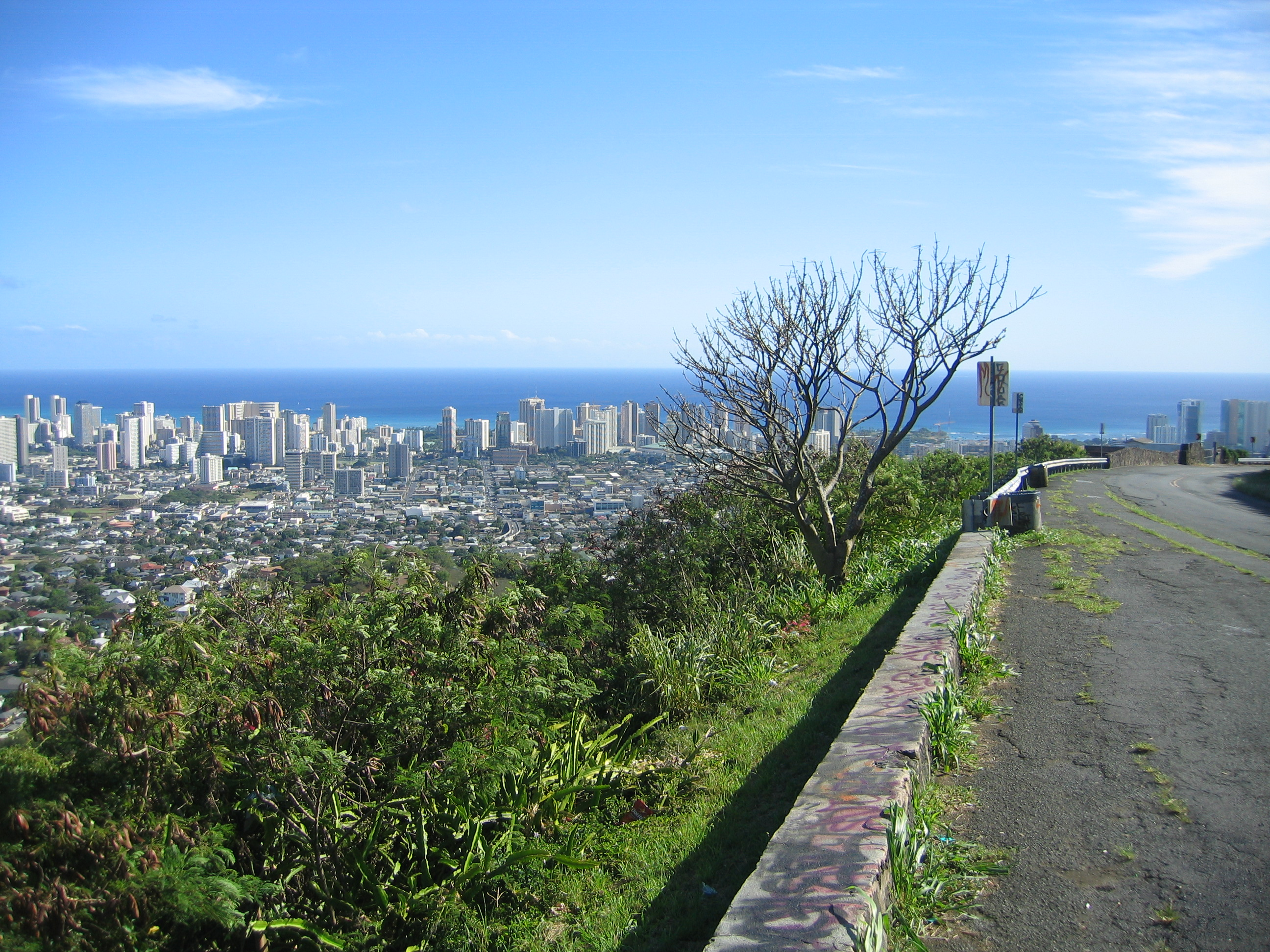
タンタラスの丘からホノルルの町と太平洋を望む。

タンタラスの丘（タンタラスの丘、英語: Tantalus Mountain）と日本語で呼ばれている所はアメリカ合衆国ハワイ州オアフ島にある噴石丘で、ホノルルおよび付近に在住の人々のハイキング地として恰好の憩いの場所になっている。

## 地理
タンタラスの丘はオアフ島の風上（東側）に北東から南東に延びるコオラウ火山群の一番南東端にある噴石丘（海抜614メートル）で、この方面にはパンチボウル（Punchbowl Crater）、ダイヤモンドヘッド、ココヘッド（Koko Head）などの火山関係の地形がある。ホノルルの町は基本的に、タンタラスの丘を作った火山の火山灰の上にある。
タンタラスの名称はギリシャ神話のタンタロスからきていて、付近の小学生たちが登っても登っても頂上に着かない状況を「Tantalizingly out of reach」といったことから名付けられたという話が伝わっているが、小学生が「tantalizingly」という抽象的な難しい副詞を知っていたかは疑問もある。 

## 歴史
タンタラスの丘は1800年代の後半には、タンタラス・ループ（Tantalus Loop）として、馬車で行楽を楽しむ地として利用されてきた。その後、この地とダイヤモンドヘッドには、ハワイ沿岸防衛用のディラッシー要塞とルーガー要塞（Fort Ruger）のために制御ステーションが設置された。
太平洋戦争中の1942年3月には、タンタラスの丘の南側は日本海軍のK作戦で爆撃されている。

## 恰好のハイキング地
タンタラスの丘はホノルルの町の北にあり、アラモアナ、ワイキキ、マノアなどの比較的近くにあり、頂上からはホノルルの町や太平洋が見える景勝地で、ホノルル市民の格好のハイキング地となっている 
。丘の頂上はプウ・ウアラカア州立公園（Puu Ualakaa State Park）になっていて、休憩所、トイレ、展望台がある。 
タンタラスの丘はまた夜景を眺める絶好の場所になっている。  金曜日の夜はワイキキで打ち上げられる花火もよく見える。